# Специализированный оператор связи
Специализированный оператор связи — предприятие, осуществляющее электронный документооборот между организациями-налогоплательщиками и Федеральной налоговой службой РФ. Организации, выполняющие эти функции, чаще всего (но не всегда) являются Удостоверяющими центрами. Они часто обеспечивают документооборот и с другими контролирующими органами (ФСС, ПФР, Росстат, Росалкогольрегулирование и другие).

## Требования к оператору связи
Эти требования установлены методическими рекомендациями ФНС РФ:
- Лицензия ФСБ на предоставление услуг в области шифрования информации;
- Лицензия ФСБ на распространение СКЗИ;
- Лицензия ФСБ на техническое обслуживание СКЗИ;
- Лицензия Минсвязи на телематические услуги;
- Документы, подтверждающие наличие телекоммуникационной инфраструктуры и подразделения его обслуживающего;
- Наличие программного обеспечения (технологии), которое прошло сертификацию;
- После введения в промышленную эксплуатацию технологии ГПР, специализированные операторы связи обязаны войти в Сеть Доверенных УЦ ФНС России. Требования регулируются соответствующими нормативными документами[6];
- Квалифицированные сертификаты ключей проверки электронной подписи, выдаваемые специализированным оператором связи, должны соответствовать требованиям Федерального закона от 06.04.2011 № 63-ФЗ «Об электронной подписи». Удостоверяющий центр специализированного оператора связи должен пройти аккредитацию в Минкомсвязи России. Обеспечение ответственности подтверждается соответствующими документами[7];
- Специализированный оператор обязан заключить договоры с региональными подразделениями ФНС РФ.

## Основные функции
Специализированный оператор связи предоставляет клиентам следующие основные функции:
- Функции «квитирования» (удостоверение временно́й отметки на документе);
- Все функции Удостоверяющего центра, в том числе выдача электронной подписи и соответствующих носителей, например, «Рутокен»;
- Предоставление средств криптозащиты информации (например, КриптоПро);
- Регистрация налогоплательщика в системе ГПР;
- Предоставление конечным пользователям программного обеспечения, выполняющего функции транспорта и подготовки документов в соответствии с действующими регламентирующими документами.

## Используемые технологии
Состав программного обеспечения, используемого специализированным оператором связи, делится на 3 части:
1. Клиентская часть налогоплательщика. В зависимости от реализации этой части технологии подразделяются на онлайн, офлайн и гибридные;
2. Операторская часть. Это часть реализует самые важные функции специализированного оператора;
3. «Инспекторская часть». Этот блок во всех технологиях сейчас упраздняется, так как введена в промышленную эксплуатацию технология ГПР.

### Онлайн-технологии
Технология предполагает работу налогоплательщика через браузер. На компьютер пользователя ничего не устанавливается (кроме СКЗИ). Основное преимущество: пользователю нет необходимости заботиться об обновлении форм.

### Офлайн-технологии
Клиентское программное обеспечение работает по принципу защищенной электронной почты. Устанавливается на компьютер налогоплательщика. Основные преимущества: возможность прямого обмена с ФНС из бухгалтерского программного продукта, низкие требования к каналу передачи данных.

### Гибридные технологии
Данные технологии используют элементы онлайн и офлайн технологий, пытаясь объединить их преимущества.